# Келабиты (народ)
Келабиты — народ, проживающий на территории Индонезии - остров Калимантан, а также Малайзии и Брунея. Численность келабитов достигает 5000-6600 человек (на 2013 год).

## Описание
Название народа происходит от местного «па лабид» — так зовут людей с реки Лабид. Также можно встретить другие названия данного народа, такие как: лун баванг, лун дае, южные муруты. 
Келабиты относятся к даякам (это многочисленная группа близкородственных народностей. Даяки включают в себя 200 племён). С численностью 6600 человек, келабиты являются самой маленькой этнической группой в штате Саравак.

## Келабиты во Второй мировой войне
Во второй Мировой Войне келабты сыграли немаловажную роль. 
Этот народ, как и другие уроженцы Борнео, стали союзниками США и Австралии ( после того, как Том Харрисон установил с ними контакт)  , вступившие в борьбу с Японией в 1945 году, из-за того, что японцы притесняли народы, живущие в Борнео в течение трёх лет. 
Австралийцы поставляли келабитам и другим народам оружие, с целью освобождения Борнео. Этот вооружённый конфликт получил название Борнейская операция.

## Семья
Существует строгий порядок (правила) наследования, в которые входит необходимость одного человека организовывать дорогие памятные празднования (возможно, поминки) для людей, от которых досталось наследство. Конфликт между старшими братьями и сёстрами может быть особо примечательным в связи с этими обстоятельствами. В любом случае, семейство Келабит -это сотрудничающая между собой единица.
Взрослых называют lun merar - "крупные люди". Чтобы называть себя взрослым, необходимо иметь три вещи: 1. Супруга/ супругу, с которым взращиваешь рис. 2. Детей 3. Рис, которым будешь кормить детей и внуков.
В сельских общинах существует деление на касты — знать, рядовые общинники и потомки находившихся в рабстве. Вождь всегда происходит из знати. Он должен обладать вещами, имеющими у келабитов особый престиж. Это старинные предметы китайского происхождения — вазы, бусы или гонги, а также изделия из жемчуга.

## Устройство жилищ
Деревни келабитов включают один-единственный длинный дом, в котором и обитают все жители этого народа. Этот дом может быть до 75 метров в длину. Такой дом не разделён перегородками на комнаты.

## Язык
Келабиты пользуются латинской письменностью, принесённой в Индонезию колонизаторами из Европы. Язык келабитов входит в австронезийскую семью.
Келабитский язык — один из самых отдалённых языков острова Калимантан (Борнео), на котором говорит народ келабит в горной местности Барио (горы Калимантана, штат Северный Саравак). У келабитского языка есть несколько диалектов: барео (барио), брунг, лепу-потонг, либбунг, лон-бангаг, лонг-лелланг, лонг-напир, лонг-пелуан, па-далих, па-мада, па-умор (в Барио), табун, тринг.

## Религия
Большинство келабитов придерживаются традиционных верований, часть — Христиане (протестанты).Традиционная религия включала сложный культ ( исчезнувшие охоту за головами, человеческие жертвоприношения, вторичные захоронения, воздвижение мегалитов). В начале 20 в. началась христианизация келабитов, усилились процессы этнической консолидации.

## Одежда
В традиционном обществе мужчины носят традиционную набедренную повязку, женщины — юбку из тапы (материала из внутренней части древесной коры). Некоторые переходят на европейскую одежду. Исчезает обычай татуировки и чернения зубов .

## Пища
Рис, для келабитов, символизирует истинно человеческую еду. Келабиты, в основном, питаются рисом, а также добавляют к нему мясо, фрукты, овощи, кукурузу, сахарный тростник.

## Традиционные занятия
Гончарное, кузнечное ремёсла, резьба по дереву — всё это традиционные ремёсла келабитов. Форма каменного тесла (рубящие орудия) келабит отличается заметно от типов, ранее зарегистрированных в Юго-Восточной Азии;  'четырёхугольная' из Малайзии, а также 'круглый топор' отсутствует. Также традиционным занятие келабитов является рукоделие.Найдены 69 предметов с жемчужинами (ожерелья, головные уборы и пояса).Изделия из жемчуга - знак престижа, как и китайские вазы. Ожерелья носят и мужчины, и женщины, в то время как головные уборы исключительно женщины . Келабиты интересуются камнями. Раньше, чем стали христианами, у келабитов были камни-амулеты. 
Сельское хозяйство является традиционным занятием келабитов.

## Сельское хозяйство
Традиционным занятием келабитов считается сельское хозяйство. Главная культура - рис. Они различают мокрый рис и сухой рис. В Барио, на севере Горной местности,  существуют только мокрые рисовые области. В другой части Горной местности также сделаны сухие рисовые области, в этих рисовых областях также были посажены другие зерновые культуры. Келабиты культивируют и другие растения: кукурузу, тапиоки. Развитие животноводства ограничено. Мясо - особая проблема, так как традиционно келабиты его использовали только для жертвоприношений, и даже сегодня почти никакие животные не зарезаны для повседневного потребления (так как, в настоящее время, многи келабиты - преверженцы традиционных верований). Впоследствии стали выращивать животных для молочный продуктов и мяса.
Лес - основной поставщик диких овощей и фруктов. Распространены лесное собирательство, охота, рыбная ловля. Келабиты занимаются добычей соли, которая играет немалую роль в их экономике. За соль они выменивают у других народов необходимые товары.